# Nisís Karavía
Nisís Karavía är en ö i Grekland.   Den ligger i regionen Attika, i den sydöstra delen av landet, 140 km söder om huvudstaden Aten.